# Wymysłów (Włoszczowa)
Pour les articles homonymes, voir Wymysłów.
Wymysłów est une localité polonaise de la gmina et du powiat de Włoszczowa en voïvodie de Sainte-Croix.